# Новосергіївка (Березнегуватська селищна громада)
Новосе́ргіївка — село в Україні, у Березнегуватській селищній громаді Баштанського району Миколаївської області. Населення становить 129 осіб.